# جبهه مردمی نیروهای انقلاب اسلامی
جبهه مردمی نیروهای انقلاب اسلامی (اختصاری جمنا) یک ائتلاف سیاسی در جناح اصول‌گرایان است که ۵ دی ۱۳۹۵ تأسیس شد. جمنا قصد داشت که با تشکیل مجامع ملی و شهرستانی، به نامزد واحد در انتخابات ریاست‌جمهوری ۱۳۹۶ برسد. تأسیس جمنا و نقش این جبهه در تعیین نامزد نهایی اصول‌گرایان، باعث به حاشیه رانده شدن جامعتین شد.

## شورای مرکزی

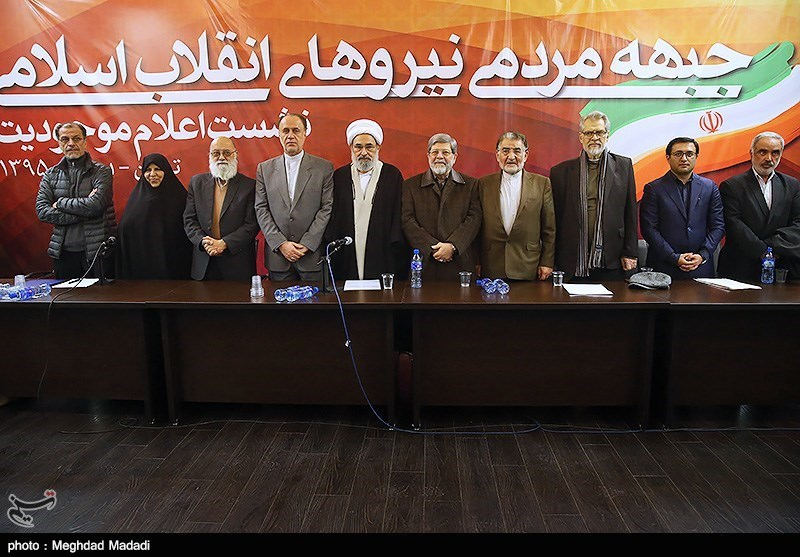
هیئت مؤسس جمنا

نخستین مجمع جبهه مردمی نیروهای انقلاب اسلامی در ۵ اسفند ۱۳۹۵ و به میزبانی مجموعه نمایشگاهی شهر آفتاب برگزار شد. در این مجمع، که با حضور ۳٬۰۰۰ نفر از ۲۵ قشر برگزار شد، اعضای شورای مرکزی جبهه انتخاب شدند. اسامی منتخبان شورای مرکزی به شرح زیر است:
| ر. | نام                | وابستگی حزبی | آراء  |
| -- | ------------------ | ------------ | ----- |
| ۱  | مرضیه وحید دستجردی | پزشکان       | ۲٬۲۷۰ |
| ۲  | غلامعلی حداد عادل  | —            | ۱٬۹۷۶ |
| ۳  | مهدی چمران         | —            | ۱٬۹۵۳ |
| ۴  | محمدحسن رحیمیان    | —            | ۱٬۹۴۹ |
| ۵  | مهدی محمدی         | —            | ۱٬۷۳۳ |
| ۶  | محمدباقر ذوالقدر   | —            | ۱٬۵۹۹ |
| ۷  | رضا روستاآزاد      | ایثارگران    | ۱٬۵۹۷ |
| ۸  | نادر طالب‌زاده      | —            | ۱٬۵۴۸ |
| ۹  | حسین فدایی         | ایثارگران    | ۱٬۴۴۳ |
| ۱۰ | فاطمه رهبر         | مؤتلفه       | ۱٬۳۰۴ |
| ۱۱ | لطف‌الله فروزنده    | ایثارگران    | ۱٬۳۰۳ |
| ۱۲ | سید علیرضا مرندی   | پزشکان       | ۱٬۲۷۶ |
| ۱۳ | لاله افتخاری       | مؤتلفه       | ۱٬۲۳۱ |
| ۱۴ | زهره الهیان        | رهپویان      | ۱٬۲۲۴ |
| ۱۵ | سید محمد حسینی     | دانشگاهیان   | ۱٬۰۰۱ |
| ۱۶ | محمدصالح جوکار     | جانبازان     | ۹۳۲   |
| ۱۷ | محمود خسروی‌وفا     | —            | ۹۳۱   |
| ۱۸ | یحیی آل اسحاق      | مؤتلفه       | ۸۸۷   |
| ۱۹ | پرویز سروری        | رهپویان      | ۸۰۷   |
| ۲۰ | علی همتی           | —            | ۷۸۰   |
| ۲۱ | رضا نجابت          | —            | ۷۶۶   |
| ۲۲ | رضا آشتیانی عراقی  | مدرسین حوزه  | ۷۵۸   |
| ۲۳ | فرشته حشمتیان      | فرهنگیان     | ۷۳۸   |
| ۲۴ | منیره نوبخت        | جامعه زینب   | ۷۳۶   |
| ۲۵ | حجت‌الله عبدالملکی  | —            | ۷۰۳   |
| ۲۶ | مجتبی ابراهیمی     | —            | ۶۵۳   |
| ۲۷ | الهه راستگو        | —            | ۶۴۴   |
| ۲۸ | محمدرضا کاشفی      | —            | ۶۳۴   |
| ۲۹ | محمدنبی حبیبی      | مؤتلفه       | ۵۵۹   |
| ۳۰ | ابوالقاسم جراره    | —            | ۵۵۴   |

## انتخاب نامزد ریاست‌جمهوری

### مجمع اول
در نخستین مجمع ملی جمنا که اسفند ۱۳۹۵ برگزار شد، ۲۱ نفر به‌عنوان نامزد انتخابات ریاست‌جمهوری به رأی اعضای مجمع به روش رأی دسته‌جمعی برای انتخاب ۱۰ نفر گذاشته شدند. سید ابراهیم رئیسی بالاترین درصد آراء را به خود اختصاص داد. نتایج رأی‌گیری به شرح زیر است:
| ر.         | نام                  | وابستگی حزبی   | آراء  | درصد  |
| ---------- | -------------------- | -------------- | ----- | ----- |
| ۱          | سید ابراهیم رئیسی    | روحانیت مبارز  | ۱٬۸۱۳ | ۸۴٫۹۹ |
| ۲          | سید پرویز فتاح       | —              | ۱٬۶۶۱ | ۷۷٫۸۷ |
| ۳          | محمدباقر قالیباف     | پیشرفت و عدالت | ۱٬۵۷۳ | ۷۳٫۷۴ |
| ۴          | علیرضا زاکانی        | رهپویان        | ۱٬۵۵۲ | ۷۲٫۷۶ |
| ۵          | حمیدرضا حاجی‌بابایی   | —              | ۱٬۵۲۵ | ۷۱٫۴۹ |
| ۶          | سید عزت‌الله ضرغامی   | —              | ۱٬۴۷۷ | ۶۹٫۲۴ |
| ۷          | سعید جلیلی           | —              | ۱٬۳۳۸ | ۶۲٫۷۲ |
| ۸          | مهرداد بذرپاش        | —              | ۱٬۲۶۵ | ۵۹٫۳۰ |
| ۹          | علی نیکزاد           | —              | ۱٬۱۳۵ | ۵۳٫۲۱ |
| ۱۰         | رستم قاسمی           | —              | ۱٬۱۳۳ | ۵۳٫۱۱ |
| ۱۱         | محسن رضایی           | توسعه و عدالت  | ۹۶۷   | ۴۵٫۳۳ |
| ۱۲         | محمدمهدی زاهدی       | دانشگاهیان     | ۶۲۰   | ۲۹٫۰۶ |
| ۱۳         | محمد خوش‌چهره         | دانشگاهیان     | ۴۳۹   | ۲۰٫۵۸ |
| ۱۴         | سید مصطفی میرسلیم    | مؤتلفه         | ۴۰۰   | ۱۸٫۷۵ |
| ۱۵         | شاهین محمدصادقی      | پزشکان         | ۳۴۴   | ۱۶٫۱۲ |
| ۱۶         | محمدحسن قدیری ابیانه | انجمن ایتالیا  | ۳۴۱   | ۱۵٫۹۸ |
| ۱۷         | غلامرضا مصباحی‌مقدم   | روحانیت مبارز  | ۳۲۰   | ۱۵٫۰۰ |
| ۱۸         | ابراهیم عزیزی        | —              | ۲۹۷   | ۱۳٫۹۲ |
| ۱۹         | مسعود زریبافان       | ایثارگران      | ۲۹۰   | ۱۳٫۵۹ |
| ۲۰         | محمد عباسی           | دانشگاهیان     | ۲۶۴   | ۱۲٫۳۷ |
| ۲۱         | علیرضا زالی          | پزشکان         | ۱۸۲   | ۸٫۵۳  |
| آرای باطله | آرای باطله           | آرای باطله     | ۲۱۷   | ۱۰٫۱۷ |
| مجموع آراء | مجموع آراء           | مجموع آراء     | ۲٬۱۳۳ | ۱۰۰   |

### مجمع دوم
دومین مجمع ملی جمنا در ۱۷ فروردین ۱۳۹۶ برگزار شد. سعید جلیلی به دلیل عدم پذیرش سازوکار جمنا، از بین راه‌یافتگان به دومین رأی‌گیری کنار گذاشته شد و محسن رضایی که نفر یازدهم در نخستین رأی‌گیری بود، جایگزین او شد. نتایج رأی‌گیری به شرح زیر است:
| ر.         | نام                | وابستگی حزبی   | آراء  | درصد  |
| ---------- | ------------------ | -------------- | ----- | ----- |
| ۱          | سید ابراهیم رئیسی  | روحانیت مبارز  | ۲٬۱۴۷ | ۹۰٫۲۸ |
| ۲          | علیرضا زاکانی      | رهپویان        | ۱٬۵۴۶ | ۶۵٫۰۱ |
| ۳          | مهرداد بذرپاش      | —              | ۱٬۴۰۴ | ۵۹٫۰۴ |
| ۴          | محمدباقر قالیباف   | پیشرفت و عدالت | ۱٬۳۷۳ | ۵۷٫۷۳ |
| ۵          | سید پرویز فتاح     | —              | ۹۹۴   | ۴۱٫۷۹ |
| ۶          | حمیدرضا حاجی‌بابایی | —              | ۹۹۱   | ۴۱٫۶۷ |
| ۷          | علی نیکزاد         | —              | ۹۴۷   | ۳۹٫۸۲ |
| ۸          | سید عزت‌الله ضرغامی | —              | ۹۳۰   | ۳۹٫۱۰ |
| ۹          | رستم قاسمی         | —              | ۶۸۳   | ۲۸٫۷۲ |
| ۱۰         | محسن رضایی         | توسعه و عدالت  | ۶۶۰   | ۲۷٫۷۵ |
| آرای باطله | آرای باطله         | آرای باطله     | ۴۵    | ۱٫۸۹  |
| مجموع آراء | مجموع آراء         | مجموع آراء     | ۲٬۳۷۸ | ۱۰۰   |

## پیامدها
عملکرد جمنا در انتخابات ریاست‌جمهوری باعث افزایش اختلافات طیف‌های مختلف اصول‌گرایان شد. سید ابراهیم رئیسی نامزد نهایی جمنا در انتخابات ریاست‌جمهوری ایران (۱۳۹۶)، در سال ۱۳۹۷ تصمیم گرفت که به اصلاح ساختار این جبهه بپردازد تا با ایجاد سازوکاری، بتواند اصول‌گرایان را برای انتخابات مجلس شورای اسلامی (۱۳۹۹–۱۳۹۸) زیر یک چتر ائتلافی جمع کند. به این ترتیب، شورای ائتلاف نیروهای انقلاب اسلامی (شانا) با هدف رفع ایرادات جمنا تأسیس شد اما نه‌تنها این ایرادات رفع نشد بلکه با دعوت نشدن برخی چهره‌ها و احزاب اصول‌گرا دوباره اختلافات طیف‌های مختلف اصول‌گرا بالا گرفت. از سوی دیگر، به حاشیه رانده شدن جامعتین در انتخابات ۱۳۹۶ باعث شد که جامعه روحانیت مبارز به منظور بازیابی نقش اساسی خود برای انتخابات ریاست‌جمهوری ایران (۱۴۰۰)، در آبان ۱۳۹۹، رقیب شانا را با نام شورای وحدت نیروهای انقلاب اسلامی تأسیس کند.